# Michael Cera
Michael Austin Cera  (sinh ngày 7/6/1988) là nam diễn viên, nhà sản xuất, ca sĩ, nhạc sĩ người Canada. Anh bắt đầu sự nghiệp là một diễn viên nhí, đóng vai Chuck Barris trong phim Confessions of a Dangerous Mind (2002). Anh ấy được biết đến với vai George Michael Bluth trong sitcom Arrested Development (2003-2006, 2013, 2018) và vai diễn Evan trong phim Super Bad (2007), vai Paulie Bleeker trong Juno (2007), vai Scott Pilgrim trong Scott Pilgrim vs. the World (2010), một phiên bản ảo của anh ấy trong Sống nốt ngày cuối (2013), và lồng tiếng cho vai Dick Grayson / Robin trong phim The Lego Batman Movie (2017).